# KHD A8M 324 R Bauart C
Die Typenreihe KHD A8M 324 R Bauart C war eine dreiachsige Diesellokomotive mit Stangenantrieb, die für den Rangier- und leichten Streckendienst konzipiert wurde. Insgesamt wurden drei Lokomotiven von 1938 bis 1941 von Klöckner-Humboldt-Deutz (KHD) gebaut, sie waren bis 1980 im Einsatz.
Es ist keine Lokomotive der Reihe erhalten geblieben.

## Entwicklung
Ab 1935 stand der Firma KHD eine neue Typenreihe von schnelllaufenden Viertakt-Dieselmotoren aus dem Programm für Stationärmaschinen zur Verfügung. Das Leistungsspektrum umfasste Motoren von 70 bis 320 PS.
1938 wurde mit einem Achtzylindermotor dieser Reihe ein Lokomotivtyp in Dienst gestellt, von denen eine Lokomotive die Westfälische Landes-Eisenbahn erhielt. Weitere zwei Lokomotiven wurden 1941 an BMW Flugmotorenbau geliefert.
Die Bezeichnung der Lokomotive leitete sich aus der Motorbezeichnung ab; A8M 324 R bedeuten: Motorreihe A = stehender Viertakt-Dieselmotor in Reihenandordnung, 8= Zylinderzahl,  M = wassergekühlt, 3 = Entwicklungsstufe 3 des Motors, 24 = Kolbenhub des Motors in cm, R = regelspurige Rangierlok.

## Technik
Die Lokomotiven hatten bedingt durch den Achtzylinder-Reihenmotor größere Abmaße. Sie besaßen einen Maschinenvorbau und ein dahinter befindliches Führerhaus, das geräumig gestaltet war. Die Kraftübertragung erfolgt durch Stangenantrieb, wobei die Blindwelle als Getriebeabgangswelle hinter den Antriebsrädern unter dem Führerhaus gelagert war. Die Lokomotiven besaßen von der Blindwelle aus eine Treibstange und zwei Kuppelstangen als Kraftübertragung.
Zwischen der ersten und der zweiten Achse war ein größerer Abstand.
Der Antrieb erfolgt durch einen schnelllaufenden Achtzylinder-Viertakt-Dieselmotor von KHD, dem nach einer Einscheibentrockenkupplung ein Wechselgetriebe mit Wendegetriebe folgte. Die Lokomotiven besaßen einen Schnellgang und konnten eine Geschwindigkeit von 50 km/h erreichen.
Das geräumige Führerhaus hatte große Fenster. Es besaß Übergangsbühnen, um den Übergang zu Personenwagen zu ermöglichen.

## Einsatz

### WLE DL 2
Die Lokomotive wurde 1938 ausgeliefert und in Lippstadt stationiert. Bei den Einsätzen bei der WLE fiel die Lokomotive durch schlechte Laufeigenschaften auf, wofür die außerhalb der Achsengruppe liegende Blindwelle verantwortlich gemacht wurde.
1940 wurde die Lokomotive an die Kriegsmarine nach Kiel abgegeben. 1945 gelangte sie zur Royal Air Force Germany auf den Flugplatz Westerland. 1953 kam sie zur Kleinbahn Niebüll–Dagebüll und 1960 zur Dürener Kreisbahn, wo sie bis 1970 blieb. Im gleichen Jahr wurde die Lokomotive ausgemustert und verschrottet.

### BMW
Zwei Lokomotiven wurden 1941 an den BMW Flugmotorenbau geliefert. Während eine Lokomotive schon 1954 ausschied, kam die andere 1951 an die Rheinisch-Westfälischen Elektrizitätswerke und war dort bis 1982 aktiv, wurde dann abgestellt und verschrottet.